# Alizée en concert
Alizée en concert is de naam van zowel de cd als de dvd van het concert van de Franse zangeres Alizée. De cd is uitgekomen op 18 oktober 2004.
Vanwege het grote succes van haar albums in Mexico is daar een cd+dvd pakket opnieuw uitgekomen in 2007. Na een paar maanden kwam het album de hitlijsten binnen.

## Tracklist
1. Intralizée
2. L'Alizé
3. Hey! Amigo!
4. Toc de mac
5. J'en Ai Marre!
6. Lui ou toi
7. Gourmandises
8. Mon maquis
9. J.B.G.
10. Moi... Lolita
11. Amélie m'a dit
12. Parler Tout Bas
13. C'est trop tard
14. Youpidou
15. Tempête
16. A Contre-Courant

## Dvd Bonus
- Clip "Amélie m'a dit" (Live)
- En repetition
- Alizée au Japon
- Sur le tournage de "L'Alizé"
- Sur le tournage de "J'en ai marre !"
- Spots "Alizée en concert"